# 二木智耶子
二木 智耶子（ふたつぎ ちやこ、8月29日 - ）は、日本の女優、ナレーター、タレント、司会者、声優。
福岡県出身。明治大学経営学部卒業。

## 人物
学生時代より持ち前の明るいキャラクターとクリアな声質をみがき、
テレビのレポーター、CM、番組ナレーター、ラジオでのパーソナリティーなど数々の話す現場を経験。
その後、抜群のバランス感覚を生かして舞台や映画へと活躍の場を広げている。
- 趣味：美術鑑賞・日本舞踊・殺陣・料理
- 好きな食べ物：クリームブリュレ・鰻・穴子・雲丹・スイートポテト・蕎麦・ショートケーキ・シュークリーム。嫌いな食べ物 チョコレート・珈琲・マカロン・マンゴー

## 出演

### テレビドラマ
- 土曜ワイド劇場・おかしな刑事10（テレビ朝日） - 編集者役
- トミカヒーロー レスキューフォース 第48話（テレビ東京） - 司会者役
- 怪盗アトム小僧（2016年7月25日、東京MX） - インタビュアー宮尾聖子 役

### テレビアニメ
- キノの旅 -the Beautiful World-（2003年、若い二人）

### テレビその他
- お達者ライフ（テレビ東京） - アシスタントMC
- 日経朝とく（BSジャパン） - ナレーション
- デスパレートな妻たち6 ナビ特番（LaLaTV） - ナレーション
- 夢活ガールズ〜Joy of Life〜（BS-TBS） - ナレーション

…その他多数

### 映画
- ユートピア（SCUD監督） - 日本語吹替版　スワン役
- バカリズム THE MOVIE（バカリズム‘ほぼ'監督） - アナウンサー役
- 未来シャッター（高橋和勧監督） - ナレーション

### CM
- インフォマーシャル「明治乳業オフスタイル」 - キャスター役
- インフォマーシャル「アサヒ緑健」（テレビ東京「7スタLIVE」内） - MCアシスタント
- インフォマーシャル「自動掃除機ルンバ」 - キャスター役…その他
- シャープ（プラズマクラスター） - ナレーション
- ヨドバシカメラ（TOKYO FM系列JFN38局ネット） - 時報ナレーション
- 日清焼そばU.F.O.（青春ストレート麺編） - ナレーション…その他多数

### ラジオ
- 二木ちやこのリラックストライク!（KBCラジオ） - パーソナリティ…その他

### 舞台
- 「RYOMA」～アメリカ第51番州ニッポン（銀座博品館劇場）
- 「アンソロジー 〜この歌にねがゐをこめて〜」（ACRAFT公演、笹塚ファクトリー） - 額田王 役
- 「新選組哀歌-約束の懐中時計-」（劇団歴史新大陸、座・高円寺） - ヒロイン
- 「屋根の上の魔女」（劇団浪漫狂、紀伊國屋ホール）

### 書籍
- 「あの人の話し方はなぜ、好感を持たれるのか」（2015年、三笠書房王様文庫）